# Berberis commutata
Berberis commutata là một loài thực vật có hoa trong họ Hoàng mộc. Loài này được Eichler mô tả khoa học đầu tiên năm 1864.